# Édouard Lemaître
Édouard Lemaître, né en 1791, est un dramaturge du XIXe siècle.

## Œuvres
- Antonine ou la Créole, comédie-vaudeville en 3 actes, d’après Honorine, ou la Femme difficile à vivre de Radet, Paris, Marchant, 1843, in-8° ;
- Angélique, ou l'Épreuve nouvelle, d’après Marivaux, Gymnase Dramatique, 16 déc. 1843, Paris, Marchant, 1843, in-8°, 12 p. ;
- Le Cadet de famille, ou l'Intrigue impromptu, comédie-vaudeville en 1 acte, Paris, Marchant, 1844, in-8°, 16 p.

## Autorité
- Notices d'autorité :   - VIAF
  - ISNI
  - BnF (données)
  - LCCN
  - WorldCat